# Килман, Макс
Максимилиа́н Уи́льям Ки́лман (англ. Maximilian William Kilman; род. 23 мая 1997, Челси, Большой Лондон) — английский футболист украинского происхождения, защитник клуба «Вест Хэм Юнайтед». Выступал за сборную Англии по мини-футболу.

## Клубная карьера
Родился 23 мая 1997 года в лондонском районе Челси. Вырос в украинской семье. Отец Алекс — из Одессы, а мать Мария — из Киева. Килман помимо английского говорит на русском языке.
Начал заниматься футболом в академии «Фулхэма». Будучи подростком, выступал за футзальный клуб «Генезис», продолжая заниматься обычным футболом. Со временем Килман перешёл в академию «Джиллингема».
В октябре 2014 года сыграл за «Уэллинг Юнайтед» в матче против «Кокфостерс» в рамках Старшего кубка Лондона. Уже в следующем году он подписал контракт с «Мейденхед Юнайтед». В сезоне 2016/17 футболист на правах аренды выступал за «Марлоу» в Южной футбольной лиге. Вернувшись в стан «Мейденхед Юнайтед» Килман дебютировал за «сорок» в первом туре Национальной лиге Англии сезона 2017/18 в матче против «Мейдстон Юнайтед». Всего за «Мейденхед» он провёл 39 матчей. При этом Килман продолжал играть в мини-футболом, занимаясь три дня в неделю большим футболом, и три дня футболом в зале. С лета 2017 года являлся игроком мини-футбольной команды «Элвесия».

### «Вулверхэмптон Уондерерс»
Во время одного из мини-футбольных матчей его присмотрел Мэтт Хоббс, скаут «Вулверхэмптон Уондерерс», и предложил присоединиться к команде. В августе 2018 года, в последний день летнего трансферного окна, Килман подписал двухлетний контракт с «Вулверхэмптоном». Первоначально он выступал за команду до 23 лет в Лиге профессионального развития с которой сумел добиться победы в Дивизионе 2 и выхода в высший дивизион. В апреле 2019 года главный тренер Нуну Эшпириту Санту сказал, что «Макс на 100 % интегрирован в состав [основной команды] … Я считаю его очень хорошим футболистом, качественным центральным полузащитником. Он крупный, агрессивный. Он должен совершенствоваться, как и все молодые игроки, но мы действительно очень довольны Максом».
Впервые заявку на матч основного состава «Вулверхэмптона» Килман попал в декабре 2018 года, после чего он ещё четыре раза включался в предматчевые заявки, прежде чем провёл свой первый матч в Премьер-лиге Англии, который состоялся 4 мая 2019 года против «Фулхэма». Тренер доверил выйти дебютанту на замену на последней минуте встречи. Дебют Килмана стал первым в истории лиги за более чем десять лет, когда игрок сумел сыграть за основной состав придя из любительской команды, минуя период нахождения в других командах на правах аренды. Последний раз это удалось Крису Смоллингу в 2008 году, перешедшему из «Мейдстон Юнайтед» в «Фулхэм».
Летом 2019 года вместе с командой стал победителем предсезонного турнира Премьер-Лига Азия Трофи, прошедшего в Китае.
Первый полноценный официальный матч за «волков» Килман провёл 15 августа 2019 года, когда команда дома встречалась с армянским «Пюником» в рамках третьего раунда квалификации Лиги Европы. 25 сентября 2019 года Килман дебютировал в Кубке Английской футбольной лиги, сыграв полные 90 минут в домашнем матче третьего раунда с «Редингом», тогда «Вулверхэмптону» удалось победить соперника в серии пенальти (4:2) и выйти в следующий раунд.
В апреле 2020 года стало известно о продлении контракта защитника с клубом до лета 2022 года. Тем не менее, в октябре 2020 года «Вулверхэмптону» объявил, что футболист подписал с клубом соглашение до лета 2025 года.

## Карьера в сборной
С 2015 по 2018 год провёл 25 матчей за сборную Англии по мини-футболу.
Килман может быть заигран за сборную Англии, а также за сборную Украины, откуда родом его родители. В ноябре 2020 года защитник «Вулверхэмптона» озвучил желание выступать за футбольную сборную Украины. Андрей Шевченко, на тот момент занимавший пост главного тренера сборной Украины, заявил, что следит за выступлениями Килмана, однако добавил, что футболисту нужно получить украинский паспорт для игры за украинскую сборную.

## Статистика
| Клуб                    | Сезон            | Лига                    | Лига  | Лига | Кубок Англии | Кубок Англии | Кубок лиги | Кубок лиги | Другие | Другие | Всего | Всего |
| Клуб                    | Сезон            | Дивизион                | Матчи | Голы | Матчи        | Голы         | Матчи      | Голы       | Матчи  | Голы   | Матчи | Голы  |
| ----------------------- | ---------------- | ----------------------- | ----- | ---- | ------------ | ------------ | ---------- | ---------- | ------ | ------ | ----- | ----- |
| Мейденхед Юнайтед       | 2015/16          | Южная Национальная лига | 0     | 0    | 0            | 0            | —          | —          | 0      | 0      | 0     | 0     |
| Мейденхед Юнайтед       | 2016/17          | Южная Национальная лига | 0     | 0    | 0            | 0            | —          | —          | 0      | 0      | 0     | 0     |
| Мейденхед Юнайтед       | 2017/18          | Национальная лига       | 33    | 1    | 1            | 0            | —          | —          | 4      | 0      | 38    | 1     |
| Мейденхед Юнайтед       | 2018/19          | Национальная лига       | 1     | 0    | 0            | 0            | —          | —          | 0      | 0      | 1     | 0     |
| Мейденхед Юнайтед       | Всего            | Всего                   | 34    | 1    | 1            | 0            | 0          | 0          | 4      | 0      | 39    | 1     |
| Марлоу (аренда)         | 2016/17          | Южная футбольная лига   | 30    | 2    | 0            | 0            | —          | —          | 0      | 0      | 30    | 2     |
| Вулверхэмптон Уондерерс | 2018/19          | Премьер-лига            | 1     | 0    | 0            | 0            | 0          | 0          | —      | —      | 1     | 0     |
| Вулверхэмптон Уондерерс | 2019/20          | Премьер-лига            | 3     | 0    | 1            | 0            | 2          | 0          | 5      | 0      | 11    | 0     |
| Вулверхэмптон Уондерерс | 2020/21          | Премьер-лига            | 17    | 0    | 2            | 0            | 2          | 0          | —      | —      | 19    | 0     |
| Вулверхэмптон Уондерерс | Всего            | Всего                   | 21    | 0    | 2            | 0            | 4          | 0          | 5      | 0      | 31    | 0     |
| Всего за карьеру        | Всего за карьеру | Всего за карьеру        | 85    | 3    | 4            | 0            | 4          | 0          | 9      | 0      | 98    | 3     |

1. ↑  Матчи в турнире Трофей Футбольной ассоциации
2. ↑  Матчи в Лиге Европы